# Capricorne (bande dessinée)
Pour les articles homonymes, voir Capricorne.
Capricorne est une série de bande dessinée créée par Andreas (scénario et dessin) qui tire son nom de celui du personnage central. Avant d'avoir sa propre série, Capricorne est d'abord apparu comme personnage secondaire de la série Rork, dans l'album Capricorne paru en 1990.

## Autour de la série
Capricorne est édité dans la collection Troisième Vague des éditions du Lombard. Débutée en 1997 avec L'Objet, la série est achevée en 2017 avec la publication du vingtième album, Maître.
On peut considérer qu'elle se découpe en une grande saga principale, constituée de quatre cycles de cinq tomes chacun (le tome neuf étant double). Andreas annonce dans une interview vouloir continuer au-delà du tome vingt mais ne plus se lancer dans une grande histoire, plutôt dans des récits indépendants.

## L'histoire
Capricorne débarque à New York un soir de pleine lune, il y rencontre trois vieilles femmes qui lui transmettent six cartes du destin et le mettent en garde : jamais il ne doit dire son véritable nom sinon la ville de New York ne s'en relèvera pas. Capricorne décide de devenir astrologue tout en côtoyant régulièrement les phénomènes fantastiques qui l'entraînent dans des aventures sans cesse plus dangereuses.

## Les personnages

### Capricorne
Personnage énigmatique au nom inconnu, il est le nouvel avatar des Capricornes, des individus choisis par la ville de New York pour assurer sa protection contre les phénomènes paranormaux dangereux pour la cité. Il a été prévenu qu'il ne doit en aucun cas prononcer son propre nom sous peine de voir la ville en subir les conséquences. Il travaille en tant qu'astrologue, admettant volontiers que ses prédictions se basent plus sur la psychologie de ses clients que sur les étoiles.
Interrogé sur son lien avec le personnage, Andreas a indiqué qu'il pense être « plus proche du personnage de Capricorne [que de Rork] et pas seulement parce que je suis moi-même Capricorne ».

### Alliés
- Astor : bibliothécaire. Très casanier, il trouve la compagnie des livres plus stimulante que celle de ses semblables. Cela ne l'empêche pas d'être un atout précieux pour Capricorne. Sa bibliothèque incendiée, il en a accueilli l'essence en lui et il a en mémoire tous les ouvrages dont il a eu la garde, au prix de sa stabilité mentale.
- Ash Grey : aventurière et pilote d'avion, Ash n'hésite pas à se mettre en danger pour accomplir les missions dont on peut la charger. Elle se révèle cependant dépendante à l'action et elle est prête à suivre quiconque pourra satisfaire son désir d'aventures. Son véritable nom est Cathryn Byble. Elle est la fille de Holbrook et Clara Byble[3].
- Deliah Darkthorn : jeune fille de bonne famille, Deliah est passionnée par l'occulte et a recherché à avoir un pouvoir, ignorant qu'elle en possédait un qu'elle a perdu en étant en contact avec un démon. Malgré ses sentiments pour elle, Capricorne a laissé Deliah à son propre destin lors d'une ultime tentative qui la fait croiser le chemin de Rork.
- Manga : sabreur. Élevé pour devenir le ninja parfait, Manga excelle dans son art. Il n'a pas hésité à tuer son frère jumeau qui présentait un potentiel identique pour rester unique en son genre. En contrepartie, il a pris sous sa protection les miséreux de la ville réfugiés dans les égouts. Son véritable nom est Dorian[3].
- Blue Face : ancien client et ami de l'ex-patron d'Astor, Blue Face est l'héritier d'une ancienne tribu indienne en prise avec l'occulte.
- L'homme aux mains tatouées : il se présente comme un personnification du Bien, mais Capricorne estime comme trop douteuse une telle appellation. Son visage est révélé dans le tome 7[4].

### Adversaires
- Cole : chef de gang, Cole a hérité du 701, 7th avenue et en a fait son quartier général avant de devoir le céder, mourant, à Capricorne.
- Mordor Gott : la némésis de Capricorne. Né de l'union de deux divinités et d'une partie de l'esprit de Capricorne, il n'a eu de cesse d'extirper de ce dernier les fragments restant de son âme pour compléter sa propre personnalité.
- Jeremy Darkthorn : père de Deliah, homme d'affaires en lien avec Mordor Gott.
- Dahmaloch : il est présenté comme une incarnation du mal. Doté d'un sens aigu de l'honneur et de son propre code moral, ses véritables objectifs restent inconnus. Il n'hésite pas cependant à recourir au mensonge pour parvenir à ses fins.
- Le passager : ancien universitaire, le Passager s'est emparé au cours d'une expédition de toute une gamme d'appareils scientifiques dans un vaisseau extra-terrestre qui s'est écrasé dans l'Arctique. Il les utilise à ses propres fins, sans considérations morales ou éthiques. Son absence totale de compassion le rend très dangereux.

### Organisations
- Le Dispositif : une puissante organisation secrète, scientifique et militaire. Dispose d'une importante base souterraine à New York, comportant un laboratoire. John Byble, le frère d'Ash Grey, a travaillé comme scientifique pour le Dispositif. Dirigé par Haltmann.
- Le Concept : mouvement politique. Sa particularité est de ne pas posséder d'organisation centralisée ni de leadership apparent. Son but est la prise du pouvoir au niveau planétaire et l'élimination de l'ésotérisme qui constitue selon les membres du groupe un facteur d'esclavage mental de l'Humanité.
- Les Mentors : La secte des Mentors regroupe des personnes désireuses de lutter contre le destin, supposément pour libérer les individus de son joug, en réalité pour le contrôler. Reconnaissables à leur tatouage de poisson sur le bras, ils portent en eux un étrange dispositif à pointes qui les tue s'ils viennent à être capturés ou interrogés de trop près.
- 701, 7th avenue : immeuble de New York, le bâtiment est l'épicentre des phénomènes paranormaux qui hantent la ville. Il a été construit au-dessus d'une étrange pierre enterrée qui lui fournit son électricité à partir de la racine du Monde.

## Les albums

### Premier Cycle
Albums 48 pages, format 22,3x30,5 cartonnés, couleurs. Les trois premiers tomes ont été réédités dans la collection Troisième Vague avec une nouvelle couverture en avril 1999.

- 1 L'Objet, Le Lombard, Troisième Vague, Bruxelles, janvier 1997
Scénario : Andreas - Dessin et couleurs : Andreas -  (ISBN 2-80361-236-4 et 2-80361-433-2)
- 2 Électricité, Le Lombard, Troisième Vague, Bruxelles, septembre 1997
Scénario, dessin et couleurs : Andreas -  (ISBN 2-80361-277-1 et 2-80361-434-0)
- 3 Deliah[5], Le Lombard, Troisième Vague, Bruxelles, avril 1998
Scénario, dessin et couleurs : Andreas -  (ISBN 2-80361-337-9 et 2-80361-435-9)
- 4 Le Cube numérique, Le Lombard, Troisième Vague, Bruxelles, mars 1999
Scénario, dessin et couleurs : Andreas -  (ISBN 2-80361-395-6)
- 5 Le Secret, Le Lombard, Troisième Vague, Bruxelles, mars 2000
Scénario, dessin et couleurs : Andreas -  (ISBN 2-80361-489-8)

### Second Cycle
- 6 Attaque, Le Lombard, Troisième Vague, Bruxelles, janvier 2001
Scénario et dessin : Andreas - Couleurs : Isabelle Cochet -  (ISBN 2-80361-618-1)
- 7 Le Dragon bleu, Le Lombard, Troisième Vague, Bruxelles, avril 2002
Scénario et dessin : Andreas - Couleurs : Isabelle Cochet -  (ISBN 2-80361-749-8)
- 8 Tunnel[6], Le Lombard, Troisième Vague, Bruxelles, février 2003
Scénario et dessin : Andreas - Couleurs : Isabelle Cochet -  (ISBN 2-80361-846-X)
- 9 Le Passage[7], Le Lombard, Troisième Vague, Bruxelles, août 2004
Scénario et dessin : Andreas - Couleurs : Isabelle Cochet -  (ISBN 2-80361-975-X)

### Troisième Cycle
- 10 Les Chinois, Le Lombard, Troisième Vague, Bruxelles, novembre 2005
Scénario et dessin : Andreas - Couleurs : Isabelle Cochet -  (ISBN 2-80361-995-4)
- 11 Patrick, Le Lombard, Troisième Vague, Bruxelles, novembre 2006
Scénario et dessin : Andreas - Couleurs : Isabelle Cochet -  (ISBN 2-80362-196-7)
- 12  [8], Le Lombard, Troisième Vague, Bruxelles, novembre 2007
Scénario, dessin et couleurs : Andreas -  (ISBN 2-80362-299-8 et 978-2-80362-299-3)
- 13 Rêve en cage, Le Lombard, Troisième Vague, Bruxelles, novembre 2008
Scénario et dessin : Andreas - Couleurs : Isabelle Cochet -  (ISBN 978-2-8036-2457-7)
- 14 L'Opération, Le Lombard, Troisième Vague, Bruxelles, novembre 2009
Scénario et dessin : Andreas - Couleurs : Isabelle Cochet -  (ISBN 978-2-8036-2590-1)

### Quatrième Cycle
- 15 New York, Le Lombard, Troisième Vague, Bruxelles, janvier 2011
Scénario et dessin : Andreas - Couleurs : Isabelle Cochet -  (ISBN 2-8036-2742-6)
- 16 Vu de près, Le Lombard, Troisième Vague, Bruxelles, août 2012
Scénario et dessin : Andreas - Couleurs : Isabelle Cochet -  (ISBN 978-2-8036-3086-8)
- 17 Les Cavaliers, Le Lombard, Troisième Vague, Bruxelles, octobre 2013
Scénario et dessin : Andreas - Couleurs : Isabelle Cochet -  (ISBN 978-2803632831)
- 18 Zarkan, Le Lombard, Troisième Vague, Bruxelles, octobre 2014
Scénario et dessin : Andreas - Couleurs : Isabelle Cochet -  (ISBN 978-2-8036-3377-7)
- 19 Terminus, Le Lombard, Troisième Vague, Bruxelles, octobre 2015
Scénario et dessin : Andreas - Couleurs : Isabelle Cochet -  (ISBN 978-2803635214)
- 20 Maître, Le Lombard, Troisième Vague, Bruxelles, janvier 2017
Scénario et dessin : Andreas - Couleurs : Isabelle Cochet -  (ISBN 978-2803635221)

### Les intégrales
Les 20 albums sont rassemblés dans une intégrale en quatre tomes. À la différence des albums qui sont en couleurs, les intégrales sont publiées en noir et blanc.

## Récompenses
- 1999 : Prix Bob-Morane de la meilleure bande dessinée pour l'album Deliah
- 2008 : Prix Bob-Morane du meilleur lauréat des 10 années précédentes pour l'album Deliah

Nominations
- 2004 : Prix Saint-Michel pour la meilleure série internationale.